# Art et magie de la cuisine
Art et magie de la cuisine est la première émission culinaire de la télévision française, créée par le cuisinier Raymond Oliver, et diffusée chaque lundi pendant quatorze ans du 6 décembre 1954 à 1967 sur RTF Télévision puis la première chaîne de l'ORTF. Elle est réalisée par Hubert Knapp puis Gilbert Pineau, et présentée par Raymond Oliver en compagnie de la speakerine Catherine Langeais.

## Histoire
En 1953, la RTF Télévision demande à Raymond Oliver, le chef du Grand Véfour à Paris, d'animer avec Catherine Langeais une émission intitulée Art et magie de la cuisine.

## Principe de l'émission
L'émission dure entre quinze et trente minutes, elle s'ouvre sur la musique de Sidney Bechet jouant Les Oignons durant le générique et se déroule dans une cuisine. Un dialogue complice se fait entre le chef (Raymond Oliver), vêtu d'une blouse de cuisinier, qui fait de ses recettes provinciales des événements parisiens (soulignant que « Paris c'est le creuset, la consécration ») et prépare les plats, et son « élève » Catherine Langeais, représentant la ménagère qui veut améliorer l'ordinaire de sa cuisine.
Celle-ci, en posant des questions, permet à Raymond Oliver d'apporter, par ses réponses, les précisions nécessaires aux téléspectateurs.
L'émission connaît un succès immédiat grâce au talent culinaire et à la verve de Raymond Oliver, ainsi qu'à la gentillesse de Catherine Langeais, jamais déstabilisée par ce chef particulièrement directif, mais aussi parce que « c’est l’époque de l’équipement progressif et enthousiaste des foyers français en appareils électroménagers » et ustensiles nouveaux.

## Produits dérivés
- L'émission inspire un jeu de société composé de cartes représentant quinze plats et leurs ingrédients[5].
- Raymond Oliver publie un livre de recettes de cuisine qu'il intitule également Art et magie de la cuisine[6].

## Fiche technique
- Décors : Yves Olivier
- Direction de la photographie : René Colas, Lucien Billard…
- Montage : Andrée Marciani
- Musique du générique : Les Oignons, de Sidney Bechet.